# Коган, Дмитрий Павлович
Дми́трий Па́влович Ко́ган (27 октября 1978, Москва — 29 августа 2017, Москва) — российский скрипач, заслуженный артист Российской Федерации (2010).

## Биография

### Ранние годы
Дмитрий Коган родился 27 октября 1978 года в Москве. Продолжатель известной музыкальной династии. Его дедом был скрипач Леонид Коган, бабушка — скрипачка и педагог Елизавета Гилельс, отец — дирижёр Павел Коган, мать — пианистка Любовь Казинская, окончившая Академию музыки им. Гнесиных.
С шести лет начал заниматься на скрипке в Центральной музыкальной школе при Московской консерватории.
В 1996—1999 гг. Коган — студент Московской государственной консерватории им. П. И. Чайковского (класс И. С. Безродного) и, практически одновременно (1996—2000), студент Академии имени Я. Сибелиуса в Хельсинки, Финляндия, где занимался у И. С. Безродного и Томаса Хаапанена.
В десять лет Дмитрий впервые выступил с симфоническим оркестром, в пятнадцать — с оркестром в Большом зале Московской консерватории.

### Исполнительская карьера
В 1997 году состоялся дебют музыканта в Великобритании и США. Дмитрий Коган — участник престижных фестивалей мирового масштаба: «Каринтийское лето» (Австрия), музыкальный фестиваль в Ментоне (Франция), джазовый фестиваль в Монтре (Швейцария), фестиваль музыки в Перте (Шотландия), «Кремль музыкальный», «Сахаровский фестиваль» и многих других.
Особое место в репертуаре скрипача занимает цикл из 24 каприсов Н.Паганини. Всего у скрипача записано 10 компакт-дисков звукозаписывающими компаниями Delos, Conforza, DV Classics и другими. В его репертуаре практически все крупные концерты для скрипки с оркестром.
В декабре 2002 года состоялся Первый Международный фестиваль имени Леонида Когана, где Дмитрий выступил организатором и художественным руководителем. Дмитрий Коган также был автором идеи и художественным руководителем ежегодного фестиваля «Дни высокой музыки», который проходит во Владивостоке, а с 2005 года и на Сахалине.
С 2004 по 2005 год Дмитрий Коган — генеральный художественный руководитель Приморской государственной филармонии.
С сентября 2005 года — председатель попечительского совета Сахалинской Государственной филармонии.
В декабре 2007 года основал и возглавил Международный «Коган-фестиваль» в Екатеринбурге.
19 апреля 2009 года, в день празднования Пасхи, Дмитрий Коган дал концерт для полярников на Северном Полюсе.
С 2011 по 2013 год художественный руководитель Самарской государственной филармонии.
В феврале 2014 года Дмитрий Коган назначен художественным руководителем одного из ведущих музыкальных коллективов столицы — оркестра «Московская камерата».
В сентябре 2014 года в Ненецком автономном округе под художественным руководством Когана был проведён Первый Арктический фестиваль классической музыки. В 2015 и 2016 годах художественным руководителем фестиваля «Дни высокой музыки в Арктике», проходившем в Нарьян-Маре.
В 2015 году Коган представил новый проект, включающий в себя исполнение «Времен Года» Вивальди и Астора Пьяццоллы с современной мультимедийной видеопроекцией.

### Общественная деятельность
Коган был первым скрипачом, который выступил с благотворительными концертами в Беслане и после землетрясения в г. Невельске.
С марта 2012 года был доверенным лицом Президента Российской Федерации В. Путина.

### Проекты и фестивали
- «Время высокой музыки»
- «Инструменты детям»
- «Пять великих скрипок»
- Международный Фестиваль «Кремль музыкальный имени Николая Петрова»
- Международный фестиваль «Дни высокой музыки»
- Фестиваль духовной музыки
- Оркестр «Volga Philarmonic»
- Оркестр «Московская камерата»
- Арктический фестиваль классической музыки
- Международный музыкальный «Коган-фестиваль»

### Смерть
Дмитрий Коган скончался на 39-м году жизни 29 августа 2017 года в Москве, после продолжительного онкологического заболевания. Прощание с музыкантом прошло в Московском международном Доме музыки. Похоронен на Троекуровском кладбище Москвы.

### Семья
В 2009—2012 годах Дмитрий был женат на Ксении Чилингаровой, дочери полярного исследователя и депутата Госдумы Артура Чилингарова.

## Награды и звания
- Почётный Гражданин города Невельска (2008)[19].
- Заслуженный артист Российской Федерации (2010)[3].
- Благодарственное письмо Президента Российской Федерации «За активное участие в избирательной кампании по выборам Президента Российской Федерации» (2012).
- Памятная медаль «В честь подвига партизан и подпольщиков», общественная награда Брянской области (2013).
- Медаль «За веру в добро», общественная награда Кемеровской области (2014).

## Память
.

Мемориальная доска с барельефом на здании Самарской филармонии

- На здании Самарской филармонии, где с 2011 по 2013 годы работал Коган, установлен памятный барельеф.

## Дискография
- 2002 год — Брамс. «Три сонаты для скрипки и фортепиано».
- 2005 год — Шостакович. «Два концерта для скрипки с оркестром».
- 2006 год — Произведения для двух скрипок.
- 2007 год — Скрипичные сонаты Брамса и Франка. Пьесы для скрипки и фортепиано.
- 2008 год — Виртуозные пьесы для скрипки и фортепиано.
- 2009 год — Диск, посвящённый 65-летию Великой Победы.
- 2010 год — Произведения для скрипки с камерным оркестром.
- 2013 год — «Пять великих скрипок» (русское издание)
- 2013 год — «Пять великих скрипок» (зарубежное издание)
- 2013 год — «Время высокой музыки». Благотворительный диск.